# Place Jean-Lorrain
La place Jean-Lorrain est une voie située dans le quartier d'Auteuil du 16e arrondissement de Paris.

## Situation et accès
La place Jean-Lorrain est une voie publique située dans le 16e arrondissement de Paris. Elle se trouve au croisement de la rue Donizetti, de la rue Jean-de-La-Fontaine et de la rue d'Auteuil.
La place Jean-Lorrain est desservie par la ligne 10 à la station Michel-Ange - Auteuil.

## Origine du nom
Elle rend hommage à l'écrivain Jean Lorrain (1855-1906), qui vécut à proximité.

## Historique
La place est créée, et prend sa dénomination actuelle, par un arrêté du 11 août 1930, sur l'emprise des voies qui la bordent.
Elle portait auparavant le nom de place de la Fontaine, dont l'eau (voir le paragraphe sur les Eaux d'Auteuil) était prisée par le roi Louis XV lorsqu'il résidait dans son château du Coq voisin,.

## Bâtiments remarquables et lieux de mémoire
- La mairie du village d'Auteuil se trouve, entre août 1792 et 1804, place de la Fontaine[3].
- Elle est ornée, en son centre, par une fontaine Wallace.
- Un marché s'y tient les mercredis et les samedis[4].